# دومینیک زیدلاچک
دومینیک زیدلاچک (آلمانی: Dominik Siedlaczek؛ زادهٔ ۱۱ مارس ۱۹۹۲) ورزشکار دهگانه اهل اتریش است.